# Quentalia drepanoides
Quentalia drepanoides is een vlinder uit de familie van de echte spinners (Bombycidae). De wetenschappelijke naam van de soort is voor het eerst geldig gepubliceerd in 1866 door Francis Walker.